# Rumold Mercator

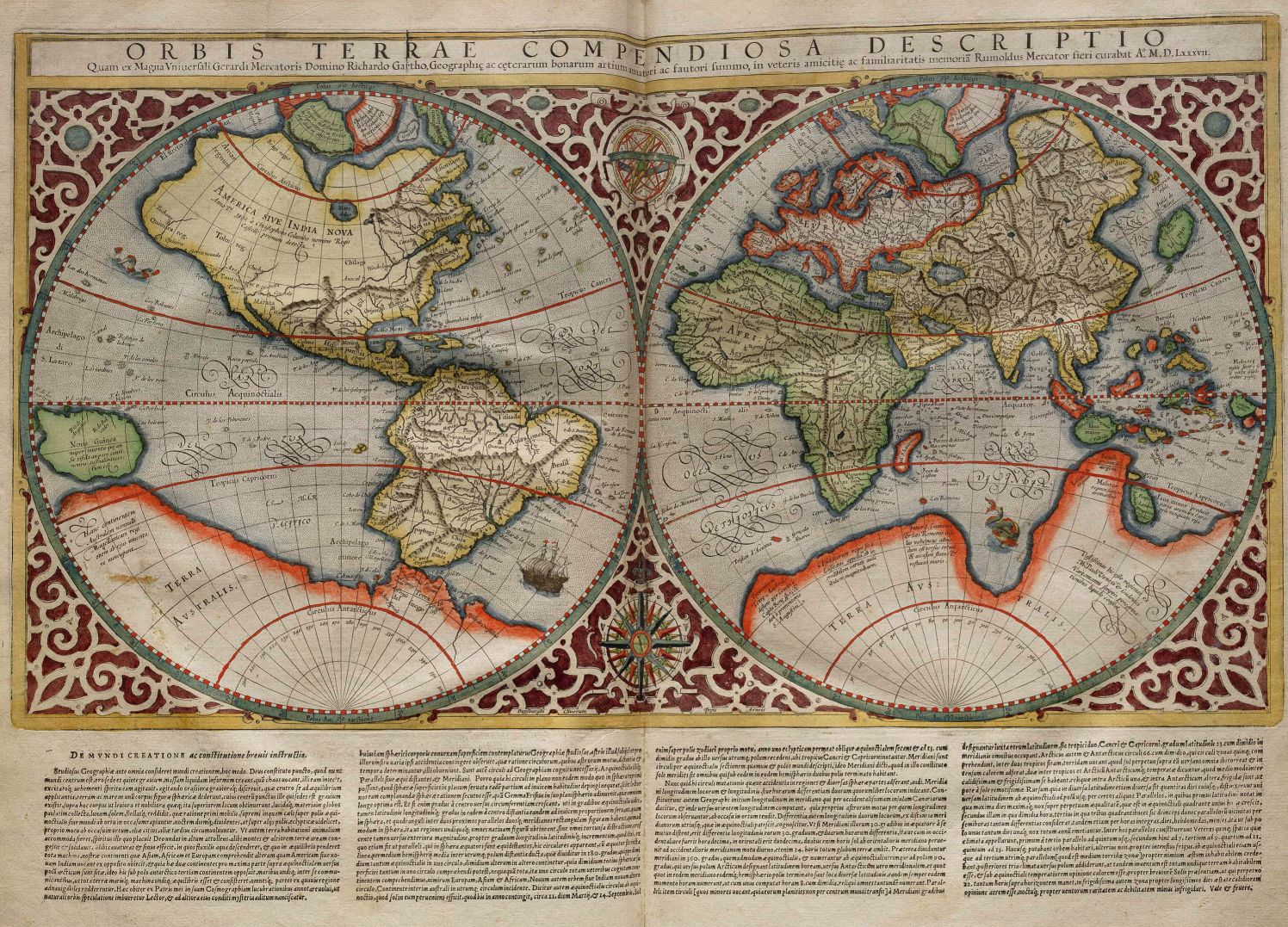
Weltkarte von Rumold Mercator aus dem Jahr 1587

Rumold Mercator (* 1541 in Löwen; † 31. Dezember 1599 in Duisburg) war ein deutscher Kartograf. Als Sohn des Gerhard Mercator war der Einfluss seines Vaters auf das eigene Werk beträchtlich.

## Leben und Wirken
Rumold Mercator wurde im Jahr 1541 im flandrischen Löwen geboren, wo der Vater bis 1552 seine Werkstatt hatte. Er war der jüngste Sohn des Gerhard Mercator und der Barbara Schellekens. Die Familie lebte später im klevischen Duisburg. Alle drei männlichen Kinder des Kartografen Mercator wurden Teil seines Betriebes. Wie die älteren Brüder Arnold und Bartholomäus wurde Rumold daneben vom Duisburger Pädagogen Johann Otho und dem Bremer Humanisten Molanus, der zugleich sein Schwager war, erzogen. 1566 ist Rumold in Bremen nachgewiesen.
Nach dem Abschluss seiner schulischen Ausbildung nahm Rumold eine Lehre in der Druckerei Birckmann in Köln auf, die auch die Chronologia des Vaters und die Kosmologie des Bruders veröffentlicht hatte. Im Auftrag des Verlages reiste Rumold auch nach London und Antwerpen, wo Birckmann Zweigstellen unterhielt. Unter anderem ist er 1580 in Antwerpen fassbar. Zugleich begann er zwischen den Reisen auch, sich mit geografischen Studien zu beschäftigen. So trat er auch immer wieder als Mitglied der Mercator-Werkstatt in Erscheinung. 1585 erhielt er durch die Erben des Arnold Birckmann die Vertretung der Geschäfte in England übertragen.
Die vielfältigen Tätigkeiten des Rumold, er soll außerdem den hessischen Landgrafen Wilhelm IV. in Geometrie und anderen Wissenschaften unterrichtet haben, sind kaum zu überblicken. Erst ab 1587 arbeitete er wohl ganz für den Vater und dessen Werkstatt. Im Windschatten seines Vaters machte der Sohn auf sich aufmerksam, als er 1587 eine in ihrer grafischen Gesamtgestaltung überarbeitete Kopie der Weltkarte seines Vaters von 1569 veröffentlichte. → siehe auch: Mercator-Weltkarte von 1587
Im Jahr 1590 ist eine Germania-Karte von Rumold überliefert, die ebenfalls auf Vorlagen des Vaters basiert. 1595, ein Jahr nach dem Tod seines Vaters, veröffentlichte Rumold Mercator eine Ergänzung des Kartenbuches Tabulae Geographicae seines Vaters mit weiteren 34 Karten. Unter dem Namen Atlas sive cosmographicae meditationes de fabrica mundi et fabricati figura entstand der erste Weltatlas, der als solcher benannt war. Hierin befinden sich 29 von Gerhard Mercator gravierte Karten der fehlenden Teile Europas (Island, die Britischen Inseln und die nord- und osteuropäischen Länder). → siehe auch: Mercator-Germaniakarte von 1590
Um die Kartensammlung schnell vollenden zu können, fügte Rumold seine eigene Weltkarte von 1587 hinzu und ließ vier Karten der Kontinente von der großen Weltkarte seines Vaters von 1569 durch seine Neffen Gerhard Mercator Junior und Michael Mercator (Söhne von Arnold Mercator) kopieren. Auch das Titelblatt ist eine Notlösung: Es ist der Titel der Ptolemäus-Ausgabe von 1578, auf den der neue Titel in Buchdruck geklebt ist.
Weiterhin veröffentlichte Rumold Mercator eine vollständige Ausgabe mit allen 107 Karten. Tatsächlich ist diese Ausgabe nur eine in einem Band gebundene Neuauflage der vier Serien Tabulae Geographicae mit einer eigenen Ergänzung.

## Ehe und Nachkommen
Rumold Mercator ehelichte die Tochter seiner Stiefmutter Gertrud Vierlings, die aus deren Ehe mit Ambrosius Moer hervorgegangen war. Der Name der Angetrauten ist in den Quellen nicht überliefert. Wahrscheinlich heiratete das Paar vor dem 6. Februar 1595, eventuell bereits um 1590. Auch die Namen und Lebensdaten der Kinder sind aus den überkommenen Schriften nur bruchstückhaft überliefert. Sie waren beim Tod des Vaters teilweise noch unmündig. Zu ihnen gehört:
- Gisbertus Mercator († 1664), Ratsherr in Duisburg und 1634 Stadtsekretär in Hochemmerich[4]